# جیمز وان تریس
جیمز وان تریس (انگلیسی: James Van Trees؛ ۱۳ اوت ۱۸۹۰ – ۱۱ آوریل ۱۹۷۳) یک مدیر فیلم‌برداری اهل ایالات متحده آمریکا بود.

## برگزیده فیلم‌شناسی
- چه اهمیتی داره؟ (۱۹۱۹)
- الهه سبز (۱۹۳۰)
- بچه‌رو (۱۹۳۳)
- شانگهای (۱۹۳۵)
- پام اسپرینگز (۱۹۳۶)